# 克萊德·托爾森
克萊德·托爾森（Clyde Anderson Tolson，1900年5月22日—1975年4月14日）是一位美國政治人物，從1930年至1972年之間擔任聯邦調查局副局長，主要負責行政和紀律事務。克萊德·托爾森與時任局長約翰·埃德加·胡佛關係相當密切。

## 生涯

### 早期
克萊德·托爾森生於美國密蘇里州格蘭迪縣拉雷多，後來就讀愛荷華州錫達拉皮茲的錫達拉皮茲商務學院（Cedar Rapids Business College）。從1919年至1928年，他擔任三任美國戰爭部長的機要秘書：牛頓·D·貝克、約翰·W·威克斯（John Wingate Weeks）和德懷特·F·戴維斯（Dwight Filley Davis）。托爾森於1925年在喬治·華盛頓大學獲得文學士學位，於1927年完成了法律學士學位。
最初聯邦調查局拒絕雇用克萊德·托爾森，後來他於1927年終於成為錫達拉皮茲的法律人員。他在波士頓和華盛頓特區外地辦事處工作後，他成為了聯邦調查局首席書記，並於1930年晉升為副局長。
1936年，托爾森加入胡佛逮捕銀行搶劫犯阿爾文·卡佩斯（Alvin Karpis）。當年稍晚時，托爾森與紐約市黑幫哈利·布魯內特（Harry Brunette）發生槍戰，他並在1942年參加長島和佛羅里達州追捕納粹餘黨的行動。在1947年，他成為聯邦調查局副局長，負責內部預算和管理的職責。

### 晚年
1964年，他罹患中風，因此身體越來越虛弱。1965年，林登·约翰逊總統頒發了傑出聯邦文職服務金牌給托爾森，稱讚他「當偉大民族面臨挑戰時代中，一直是提高各級執法能力、指導聯邦調查局達成嶄新成就的重要力量」。在1970年，儘管托爾森是太老了警察的責任和過了退休年齡，胡佛保持他受聘於美國聯邦調查局。
根據克萊德·托爾森的回憶，美國司法部長羅伯特·弗朗西斯·甘迺迪曾經說過：“我希望有人開槍殺害這些王八蛋”。
1972年5月2日，當聯邦調查局局長胡佛在華盛頓特區去世，托爾森短暫的代理美國聯邦調查局局長，但是在一天後，理查德·尼克松總統任命L. 帕特里克·格雷（L. Patrick Gray）接替他的職務。托爾森在兩個星期後離開了聯邦調查局，马克·费尔特繼任為聯邦調查局的副局長。
他離開聯邦調查局後，健康狀況開始下滑，他因糖尿病的併發症死於1975年4月14日，享壽74歲。

## 私生活

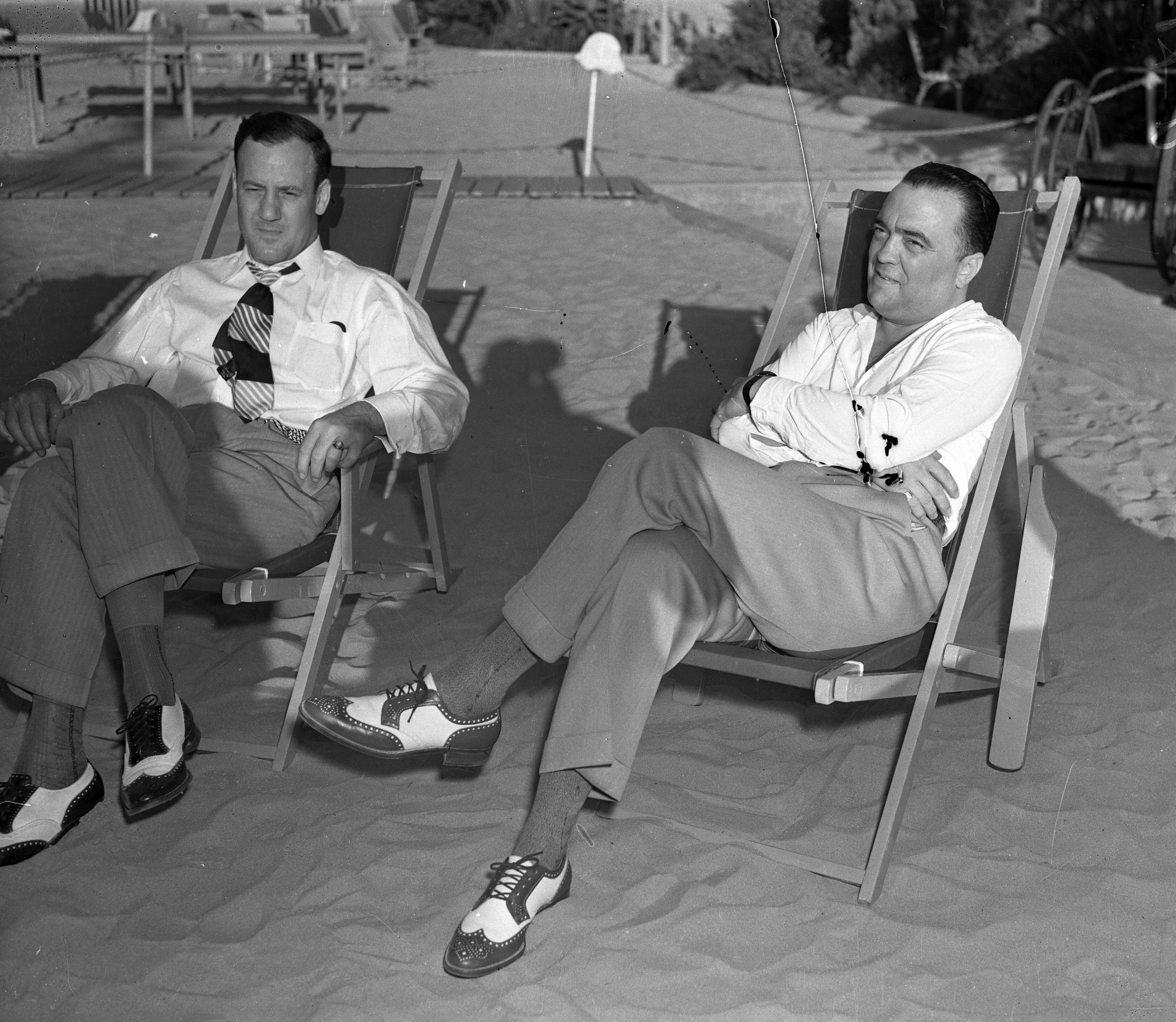
約翰·埃德加·胡佛（位於照片右側）與克萊德·托爾森一同坐在洛杉磯一處海灘的躺椅上，攝於1939年。

埃德加·胡佛形容克萊德·托爾森是“另一个自我”（alter ego）：白天，他們親密地一起工作，一起吃飯，在晚上一起出席社交活動，甚至一起度假。流傳多年的傳聞認為兩人有類似伴侶的關係。有些作者澄清這些的傳聞（有關胡佛性取向與托爾森可能的親密關係），而其他人都描述他們可能或者甚至是已經證實的伴侶另外还有人提到了谣言，却没有表达自己的意見。。一些了解他们的联邦调查局雇员，例如马克·费尔特（Mark Felt），表示这仅仅是兄弟情谊。
他與當時的局長約翰·埃德加·胡佛關係相當密切，當胡佛去世後，托爾森繼承他的遺產551,000美元，並搬進了他的房子。他接过了覆盖在胡佛灵柩上的美国国旗。托爾森在國會公墓（Congressional Cemetery）的墳墓距離胡佛的墳墓只有幾碼之遙。

## 相关描写
克萊德·托爾森作为戏剧角色曾多次在电影和电视中，其中比较著名的有：
- 丹·戴利（Dan Dailey）在1977年由拉里·科恩（Larry Cohen）执导的电影《胡佛私人档案》（The Private Files of J. Edgar Hoover）中饰演克萊德·托爾森。
- 在1987年的电视电影《J·埃德加·胡佛》中，演员羅伯特·霍伯（Robert Harper）饰演克萊德·托爾森。
- 在1992年的电影《卓別靈傳》中，演员丹尼尔·巴尔根（Daniel von Bargen）饰演克萊德·托爾森。
- 在1996年奥利弗·斯通执导的电影《尼克松》中，演员布萊恩·貝福德（Brian Bedford）饰演克萊德·托爾森。
- 在2011年克林·伊斯威特執導的《胡佛传》中，由艾米·汉莫饰演克萊德·托爾森[9]。

## 外部連結
- Associate Director Tolson's personnel records and copies of memoranda （页面存档备份，存于） at FBI's FOIA Website（页面存档备份，存于）
- NNDB - Clyde Tolson （页面存档备份，存于）
- Spartacus Educational - Clyde Tolson
- NameBase - Tolson Clyde Anderson[永久] (Archive （页面存档备份，存于）)
- 在Find a Grave上的克萊德·托爾森